# Sundablatta raapi
Sundablatta raapi är en kackerlacksart som först beskrevs av Hanitsch 1932.  Sundablatta raapi ingår i släktet Sundablatta och familjen småkackerlackor. Inga underarter finns listade i Catalogue of Life.